# Simon Kuipers
Pour les articles homonymes, voir Kuipers.
Simon Kuipers, né le 9 août 1982 à Haarlem, est un patineur de vitesse néerlandais.

## Palmarès
- Jeux olympiques d'hiver
  -  Médaille de bronze en poursuite par équipes aux Jeux olympiques d'hiver de 2010 à Vancouver

- Championnats du monde (sprint)
  -  Médaille de bronze en 2009 à Moscou